# 麻 (繊維)
麻（あさ）は、植物表皮の内側にある柔繊維または、葉茎などから採取される繊維の総称。狭義の麻（大麻、Cannabis sativa）と、苧麻（からむし）の繊維は、日本では広義に麻と呼ばれ、和装の麻織物（麻布）として古くから重宝されてきた。狭義の麻は、神道では重要な繊維であり様々な用途で使われる。麻袋、麻縄、麻紙などの原料ともなる。
日本工業規格 (JIS) で「麻」と表記できるのは、苧麻の繊維である「ラミー」や、亜麻から作られる繊維の「リネン」で、日本では夏用の衣料に適している。狭義の麻（大麻）の繊維であるヘンプは、冬用の布としても2010年代に復元されており、乾きやすさと共に保温性もある。本記事では、主に大麻を、麻と記す。

## 種類
麻繊維は、アサ科アサ属の麻（大麻草）から作られた繊維を指す名称であった。日本では繊維利用の盛んなこの麻や、また苧麻を含めて麻と呼称していたが、後に海外より持ち込まれた亜麻などを含めた植物繊維全般を指して「麻」の名称を使うようになったため、本来の麻Cannabis sativaを大麻（おおあさ、たいま）と区別して呼称するようになったとされている。また元来、「ぬさ」とは神道にて、神にささげる布のことであり、多くが麻地であったことから麻の字が当てられた。
- 麻 アサ、別名：大麻 繊維名ヘンプ アサ科[2] 学名Cannabis sativa
- 苧麻 チョマ、別名：カラムシ 繊維名ラミー イラクサ科[2] Boehmeria nivea var. nipononivea
- 亜麻 アマ  繊維名リネン アマ科[2] Linum usitatissimum

日本で麻の名称で流通している繊維のほとんどは、亜麻から作られるリネンである。また、日本工業規格 (JIS) にて麻の名称で流通させてよい繊維は、亜麻と苧麻のみであり、本来の麻（大麻）は含まれていない。家庭用品品質表示法によると、麻と呼ばれる繊維は苧麻と亜麻（リネン）の2種類を指す。これらは光沢と通気性があり、肌触りの良さから夏物の衣料品や寝装具などに用いられることが多い。繊維的には羊毛や綿花より硬いので、硬質繊維といわれる。なお、亜麻色とは、黄みを帯びた薄い茶色のことで亜麻からきた色名である。

### 呼称について
『古語拾遺』によると、古語は總(総・ふさ)。
麻の字は、狭義の麻（大麻）を指したり、広義に類似の繊維のとれる植物を総称する。
　苧麻（からむし）について、苧（同じく、からむし）とも書かれる。
青苧（あおそ）と書いた場合も苧麻を指し、これは上布のための良質な原料である。
同じく「そ」と読むとき、『万葉集』にも見られる夏麻引く（なつそひく）という夏の枕詞がある。
苧（お）と言う時、単に麻や苧麻のひも状の繊維を指す。苧麻の苧（お）を作ることを、苧引き（おひき）と呼び、成長が遅れ短くなった原料とするにつれ順に、親苧（おやそ）、影苧（かげそ）、子供苧（こどもそ）と呼ぶ。麻の苧（あさお）を作ることを、麻ひき（おひき）という（しかし、苧引と書くこともあるかもしれない）。
　名称が混交して麻を(からむし)と呼んでいることもある。宮城県の町誌で、からむしを蒸すと記されている。しかし本来蒸すのは麻。そのため「からむし」を名に含む店舗の高齢者を訪ねると、種を撒く・蒸すなど麻の特徴を語ったため、その地区では麻をからむしと呼んでいたとされる。岐阜県でも、麻をからむしと呼ぶ混交が見られた。

### 類似繊維
バショウ科バショウ属のマニラ麻（Musa textilis）やリュウゼツラン科リュウゼツラン属のサイザル麻（Agave sisalana）は船舶用ロープとして用いられる。シナノキ科ツナソ属のコウマ（Corchorus capsularis）やシマツナソ（Corchorus olitorius）がからとれるジュートはいわゆる麻袋(ドンゴロス)を作るのに使われている。2000年頃からはアフリカ原産でアオイ科フヨウ属のケナフ（洋麻。Hibiscus cannabinus）からとれる繊維、洋麻（アンバリ麻、ボンベイ麻）もジュートの代用で注目されているほか、紙の繊維分としても利用されている。

## 麻繊維の用途

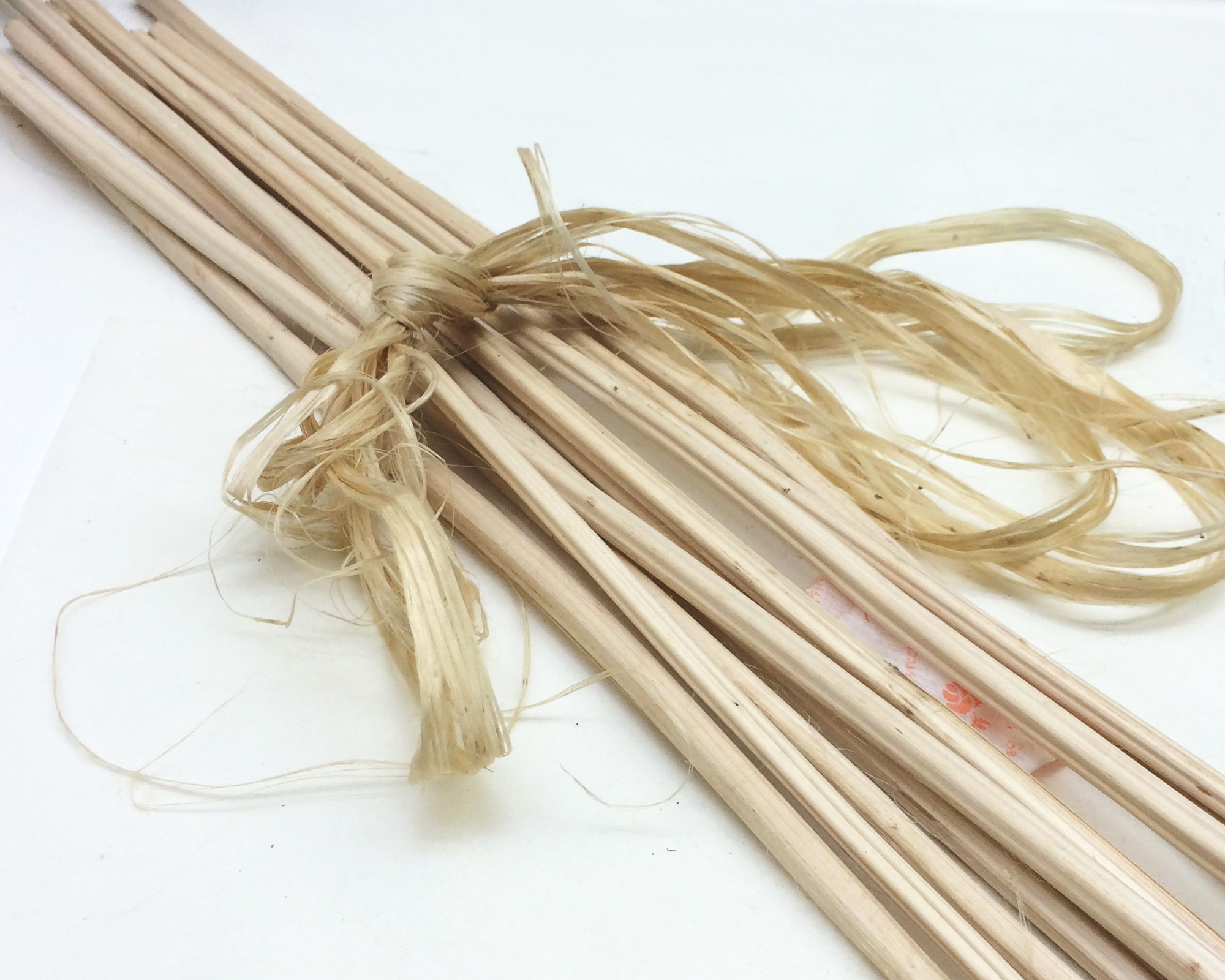
麻の繊維と、繊維を剥いた後に残る麻幹（おがら）。神道ではひも状の繊維のまま用いられることも多く、さらに裂いて紡ぐと麻糸となる。

- 精麻：木綿（ゆう）。神道の祓い具の大麻（おおぬさ）、神道の宝物箱を封じる麻紐、注連縄、弓道の弓の弦、古典芸能の楽器、横綱の化粧まわし、畳の経糸[2]。麻紙[8]。伊勢神宮の特に重要な祭典では、たすき掛けにしたり麻を頭に巻く[9]、木綿襷（ゆうだすき）や木綿鬘（ゆうかずら）[10]。御饌をくくる紐[1]。釣り糸[1]。切麻（きりぬさ）は、神道において、紙と麻繊維を細かく切ったものでこれを撒く。麻袋。籠。
  - 麻糸：着物、漁網、蚊帳、げたの鼻緒、縄[11]。
  - 神道で用いる衣：天皇即位の大嘗祭の麁服（あらたえ）、伊勢神宮の神衣祭（かんみそのまつり）の荒妙（あらたえ）。
  - 上布 - 麻と苧麻共を原料にした麻織物の上級品は上布とされ、近江上布（麻、苧麻）、奈良晒（麻、苧麻）、越後上布（苧麻）、宮古上布（苧麻）、などがある。とはいえ、古来から麻繊維は上級品としてだけでなく、一般の着物の原料としても用いられた。

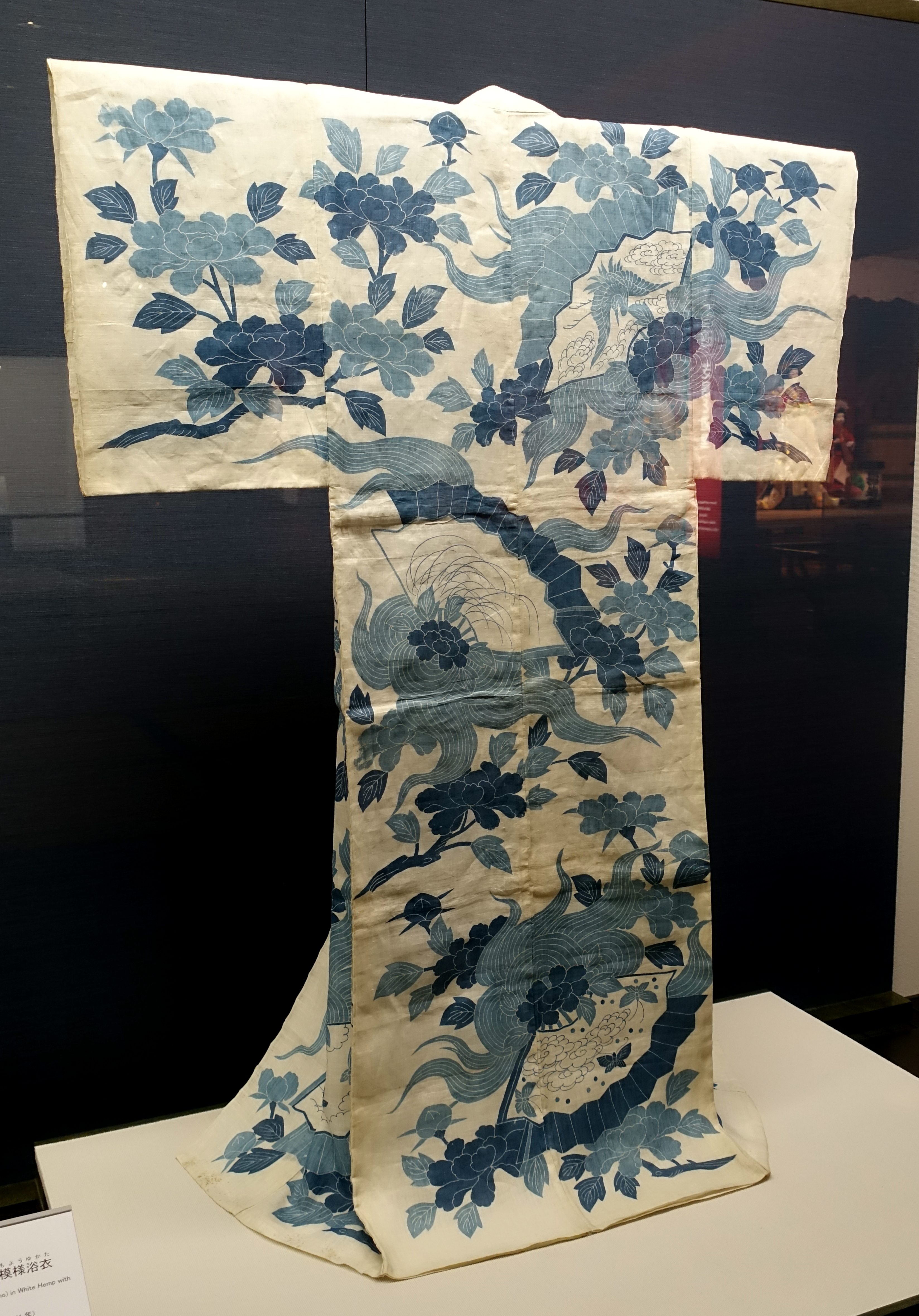
麻織物、着物
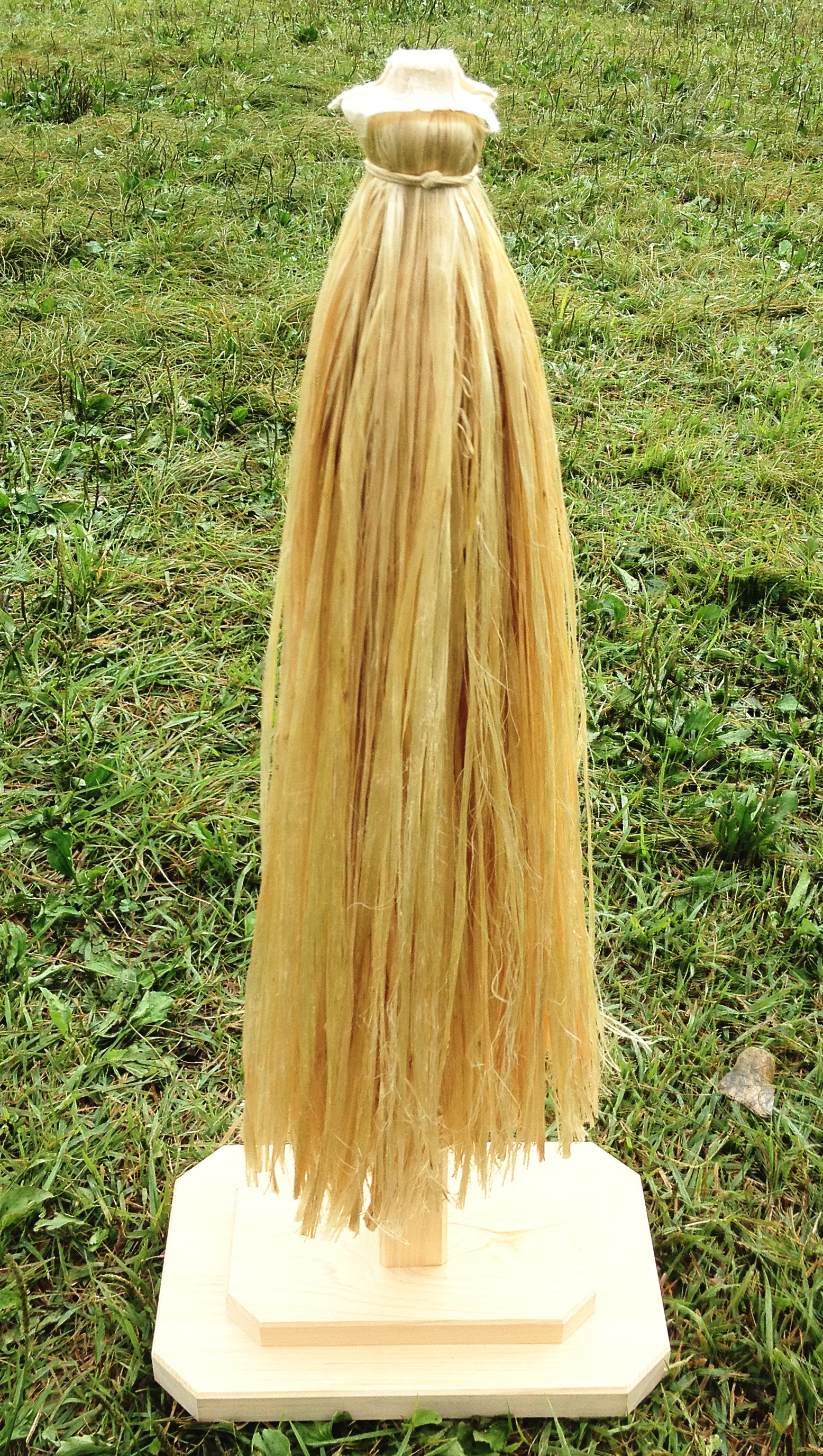
大麻（おおぬさ）
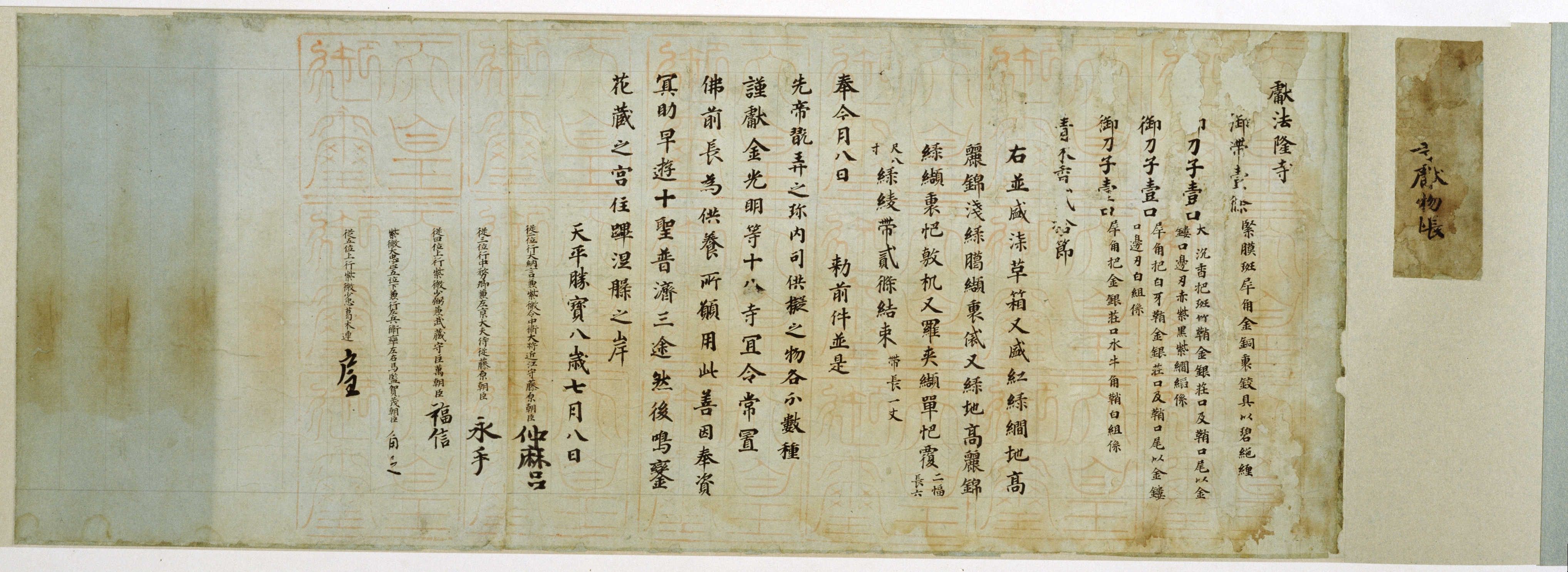
麻紙、法隆寺献物帳
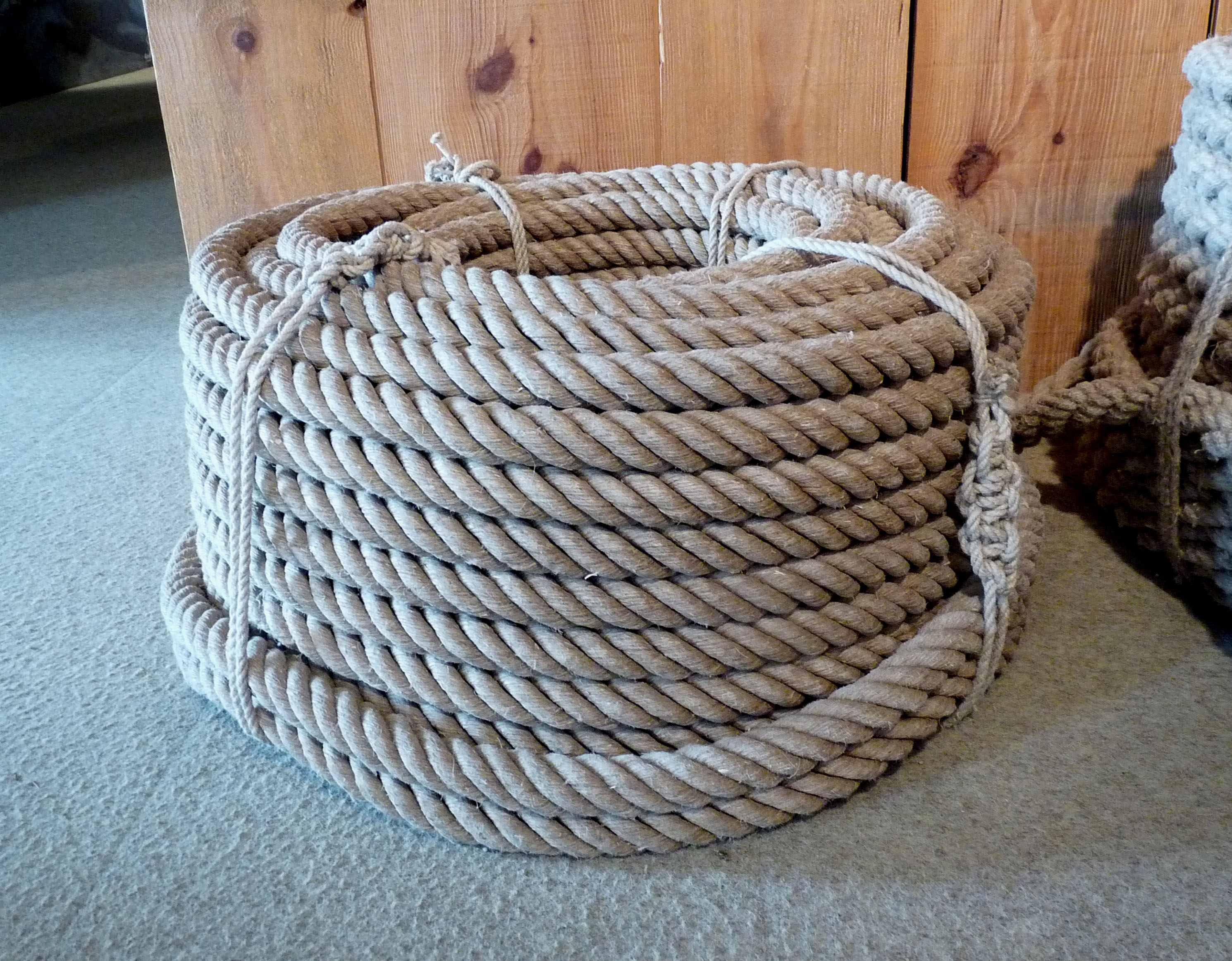
麻縄
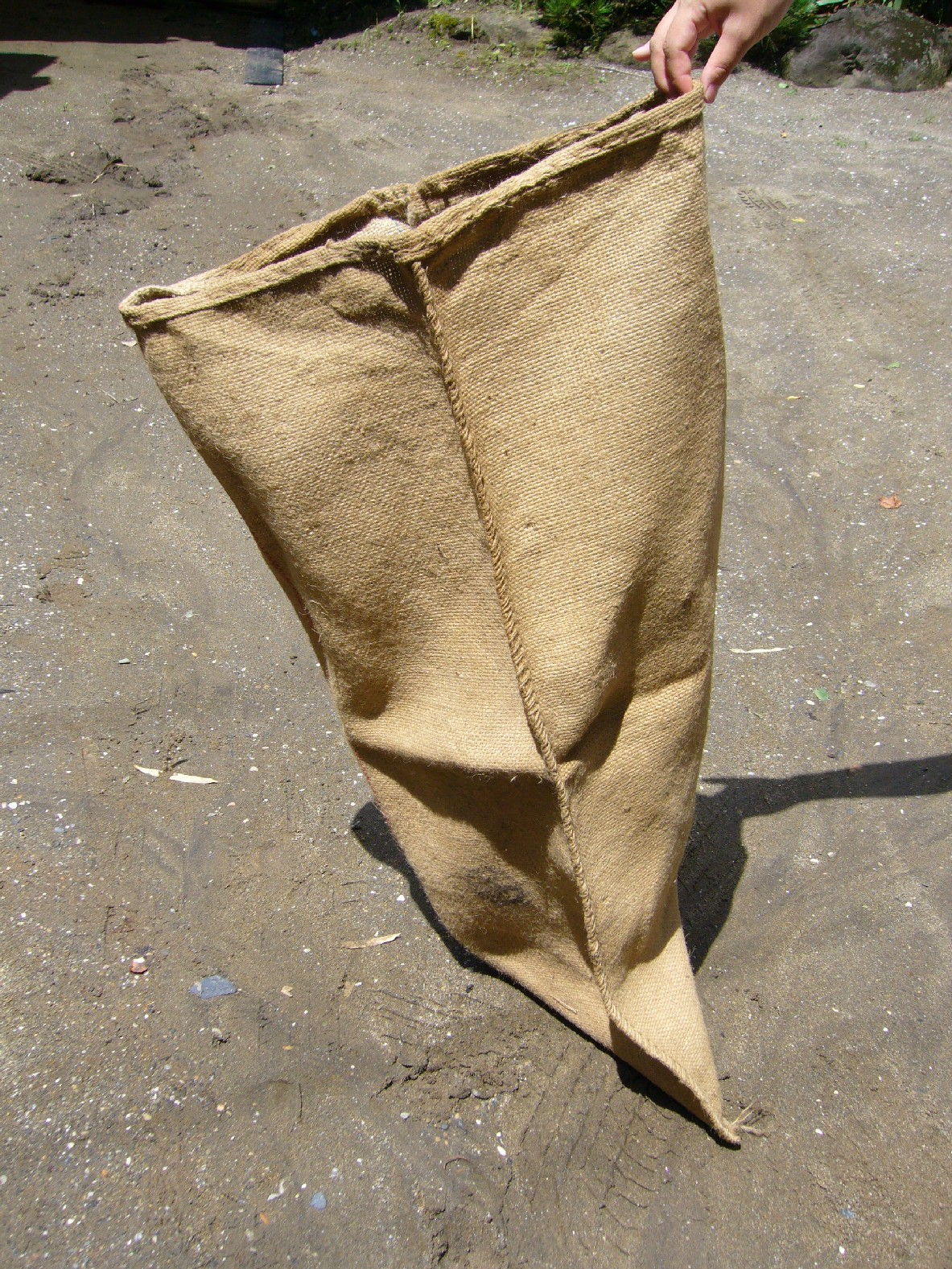
麻袋
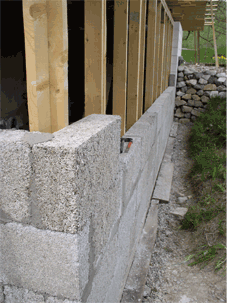
ヘンプクリート、麻幹の建築用ブロック

### 麻幹
麻幹は、建材、炭（打ち合げ花火に使う）、プラスチック原料などに使われる。盆提灯で炊く。茅葺屋根の下地ともなり、岐阜県白川郷の合掌造りにも使われる。岐阜県、日吉神社の神戸山王まつりのたいまつにもなる。
岐阜県高山市の伊太祁󠄀曽神社（いたきそ-）では、正月に、麻の浄衣（じょうえ）を着た若い衆が、米や小豆、大豆と共に麻の茎を煮込んだ管粥（くだがい）神事を行っており、無形文化財となっている。京都でも麻の茎をたいまつとする伝統行事「城屋の揚松明」が行われている。

## 日本の麻

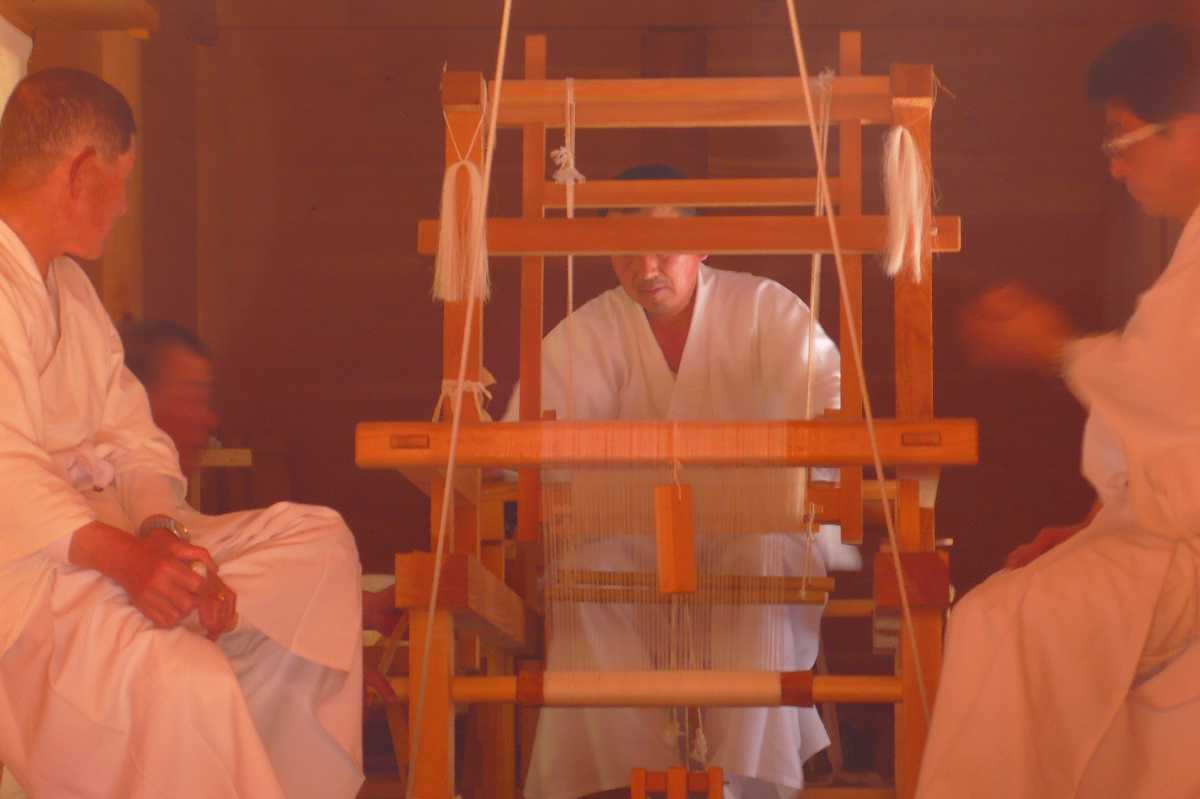
皇大神宮所管の神麻続機殿神社において宮中祭祀である神御衣祭で用いる麻の繊維の衣服を織る様子（無形民俗文化財）

麻（Cannavis sativa）は、世界最古の繊維作物とされ、その繊維は縄文時代の遺跡から出土されているが、その正確な同定を進めた研究者は少なく、またしかし2010年代には研究が実施できるようになりその進展が見込まれている。麻製の縄や、籠も発掘されている。大麻取締法（1948年制定）があるため、むやみに入手できなかったが栽培免許取得者の協力を得ることが可能となったということである。布目順郎の1983年の報告と『目で見る繊維の考古学』（1992年）から、最古とされる鳥浜遺跡の縄文時代の草創期の縄3点の原料は、大麻2、大麻様1とされていたが、このうち1点は再調査したところ判定不能であったことが、2017年3月に報告され、またこの時期の縄に多い繊維としてリョウメンシダが挙げられている。
弥生時代の布は、ほとんどが苧麻（カラムシ）ではなく麻製である。『魏志倭人伝』では、紵麻が育てられていると記され、苧麻を意味する紵を分けるのか議論が分かれるが、『後漢書倭伝』では、麻紵と記され、一般に分けて読まれる。
和幣（にぎて、にぎたえ）とは、栲や古くは穀による帛（布）、あるいは麻や絹の織物を指し、『古事記』の天岩戸（あまのいわと）の伝承の中で、真榊の上枝に八尺勾魂（やさかのまがたま）、中枝に八咫鏡（やたのかがみ）、下枝に白丹寸手（しろにぎて）と青丹寸手（あおにぎて）をつけ、布刀御幣（ふとみてぐら）として捧げ、祝詞を唱え、踊りを踊ったところ、天照大神が顔を出し世が再び明るくなった。『古語拾遺』によれば、麻によって青和幣（あおにぎて）を、穀によって白和幣（しろにぎて）を作ったと記される。神に捧げられた布をさす「ぬさ」に、麻が使われたことから麻の字が当てられたのである。儀式が形式化され、祓い具の大麻（おおぬさ）が生まれた。『万葉集』に、「夏麻（なつそ）ひく」という枕詞があり、「なつそをひいて績（う）む」と、麻の皮を剥いで糸をつむぐなどという意味で使われる。
『延喜式』では阿波忌部（あわいんべ）が天皇即位の大嘗祭に際して、神服（かむみそ）としての麻で織った麁服（あらたえ）を調進することと定められている。また、他にも上総国（かずさのくに）の望陀（もうだ）郡、現在の千葉県木更津市や袖ケ浦市辺りの、麻織物の望陀布は最高級品であり大嘗祭や遣唐使の貢納の品に使われた。徳島県木屋平村の三木家に伝わる古文書では、1260年（文王元年）の亀山天皇の践祚大嘗祭にて麁服（あらたえ）を進上したことが記されており、それ以前からこの役を担っていたと考えられる。
和紙としての麻紙（まし）は、正倉院の文書をはじめ古くから用いられており、その献物帳では757年（天平勝実8年）6月では白麻紙、7月は緑麻紙、天平実字2年6月では碧麻紙であり、赤・黄など様々に残っている。奈良時代から平安末期にかけて写経が流行し、おびただしい数が今日まで残存し、穀紙が登場すると麻紙は上質な紙としての位置づけを残しつつ主流ではなくなったが、写経においては重要視されただけに上質の紙を使ってあり、後の昭和時代初頭の紙の歴史の研究に便利なほどであった。『延喜式』には、麻紙は麻を材料としたものと、麻を材料とした布を材料としているものに大きく分かれると書かれている。
群馬の岩島麻は、過去に上州北麻（じょうしゅうきたあさ）と呼ばれ「吾妻錦」「黄金の一」といった最上級の製品を生産しており、織物としての風合いがよく幻の麻と言われる。
戦前では、1909年（明治42年）の小学校の理科の教科書で、大麻について教えられており、栽培方法や繊維の製法、用途としては、布、糸、縄、帆、下駄の緒、茅葺屋根、小鳥の餌に麻の実を、また麻油があるとしている。また、中学校の教科書では、加えて紙に用いられることが教えられており、教員用の教科書では、大麻は衣服の原料として綿のない時代から今日まで広く栽培され重宝されたと記載されている。
北海道では明治期の開拓使以来、農家の重要な収入源として重宝され戦前の最盛期には道内だけでもおよそ1500ヘクタールの作付け面積があり、さらに全国に目を向ければ国内全体で2万ヘクタールを超える作付け面積を誇るほど盛んに産業用として栽培されていた。
戦後、大麻取締法によって繊維用の大麻まで栽培が非常に厳しくなり、大麻布もほとんど作られなくなった。
1977年には岩島麻保存会が発足し、後に群馬県選定保存技術第一号に認定されている。天皇即位の大嘗祭（だいじょうさい）は、徳島県の（阿波忌部の末裔とされる）三木家による麻の献上が通例であったが、1990年の天皇即位の大嘗祭では、技術が途絶えた徳島に岩島麻保存会が技術を提供した。岩島麻は、宮内庁、神社庁、日本民族工芸技術保存協会などに納められ、いくばくかは奈良晒、近江上布のために出荷され使われている。長野県、鬼無里では、従来、畳糸としての麻が生産されており、2008年には栽培から製造までを地元で復元できるようにと、復元教室が開催され、製造された糸は柔道の講道館の畳を再現したい畳職人に提供される予定だとされた。
画家出身の吉田真一郎が大麻布の収集や研究に取り組み、2014年にエイベックスなどと協力して大麻布製品のブランド「麻世妙(majotae)」を立ち上げた。国の認可を受けて栽培した大麻からの国産繊維の製造も進めている。
大麻は生育が速く収量が多いことから農業振興のため活用を模索する地域もあり、北海道では北海道産業用大麻協会（旭川市）が設立されたほか、道庁や道立研究機関、道議会が原料としての利用を検討・研究している。道産業用大麻協会によると、ロープや紙、住宅建材など2万5000種類の工業製品の原料になるという。一方で産業利用への反対・慎重論も多く、鳥取県の平井伸治知事は産業用を含めた栽培を全面禁止する薬物乱用防止条例改正を進める意向を2016年10月に表明した。三重県では、皇學館大学と三重県神社庁が神事に用いる麻の栽培を申請した。2018年に許可を認める方向性が示された。

## 日本の苧麻
室町時代に越後（新潟）に越後青苧座（あおそざ）が組織され青苧の販売が独占され、後に会津（福島）での生産が盛んになり、東北地方は苧麻の生産が盛んとなった。江戸時代には、羽州（現・山形、秋田）の苧麻の米沢苧が上質とされ、奈良晒、越後縮に使われた。
一方、南方では薩摩藩が苧麻の生産や上布の製織を奨励したため、薩摩藩（鹿児島県）や琉球王国（沖縄県）では古くから栽培や加工が発達した。
現代において、本州では唯一、福島県の昭和村にて栽培され、からむし織が製造されるとともに、ユネスコ無形文化遺産・国重要無形文化財の小千谷縮・越後上布の原料となっている。
沖縄県宮古島市の宮古島では、苧麻の栽培から、国の選定保存技術に選定された手績み 等を経て、国の重要無形文化財である宮古上布の織布までの行程が一貫して行われている。

## 精麻
刈り取られた麻は、その午後には麻釜に2-3分浸し湯かけをする。それから屋内で3-4日干して乾燥される。
皮をはぎ繊維と芯を分けるが、芯は麻幹（おがら）となる。麻の繊維を皮ひき機でひく。精麻となるが、新聞の文字が透けて見えるくらいの薄さのものが上質である。精麻をさらに細く裂いて紡ぐと麻の糸となる。

## ヘンプと嗜好物との関係
栽培中の繊維用ヘンプは外見、匂いともに大麻と似るが麻薬成分のテトラヒドロカンナビノールはほとんど含まれていない。アメリカでは2010年代にヘンプの栽培が州単位で解禁され始めたが、勘違いした大麻愛好者が畑のヘンプを盗むケースが続出。栽培者が苦慮する事態となった。
日本では、ヘンプの栽培は許可制だが、新規で栽培許可をとるのは難しい。そのため、ヘンプから精製されるカンナビジオール(CBD)は全て輸入に頼っている。国内で流通しているCBDは、テトラヒドロカンナビノールは検出されず、CBD入り健康食品メーカーは、第三者機関で検査を受けた品質が確かなCBDを使い、嗜好品に加工して販売している。